# Высоковская мануфактура
Высоковская мануфактура — прядильно-ткацкое предприятие Российской империи и СССР (Высоковская фабрика). На сегодняшний день комплекс исторически ценных зданий Высоковской мануфактуры расположен в черте города Высоковск (возникшего в своё время вокруг неё) городского округа Клин Московской области.

## История

Кашаев Григорий Лаврентьевич

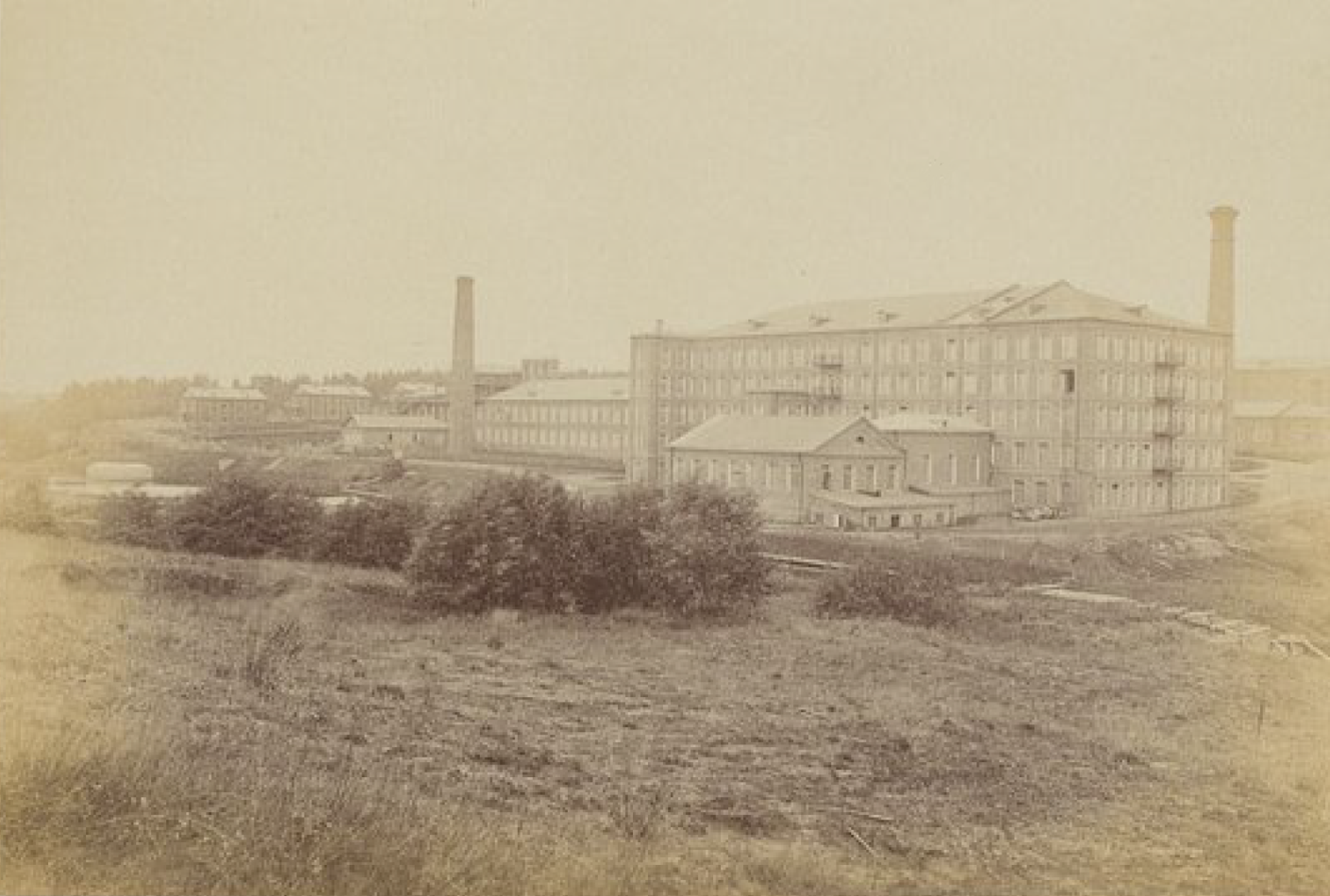
Корпус прядильного производства

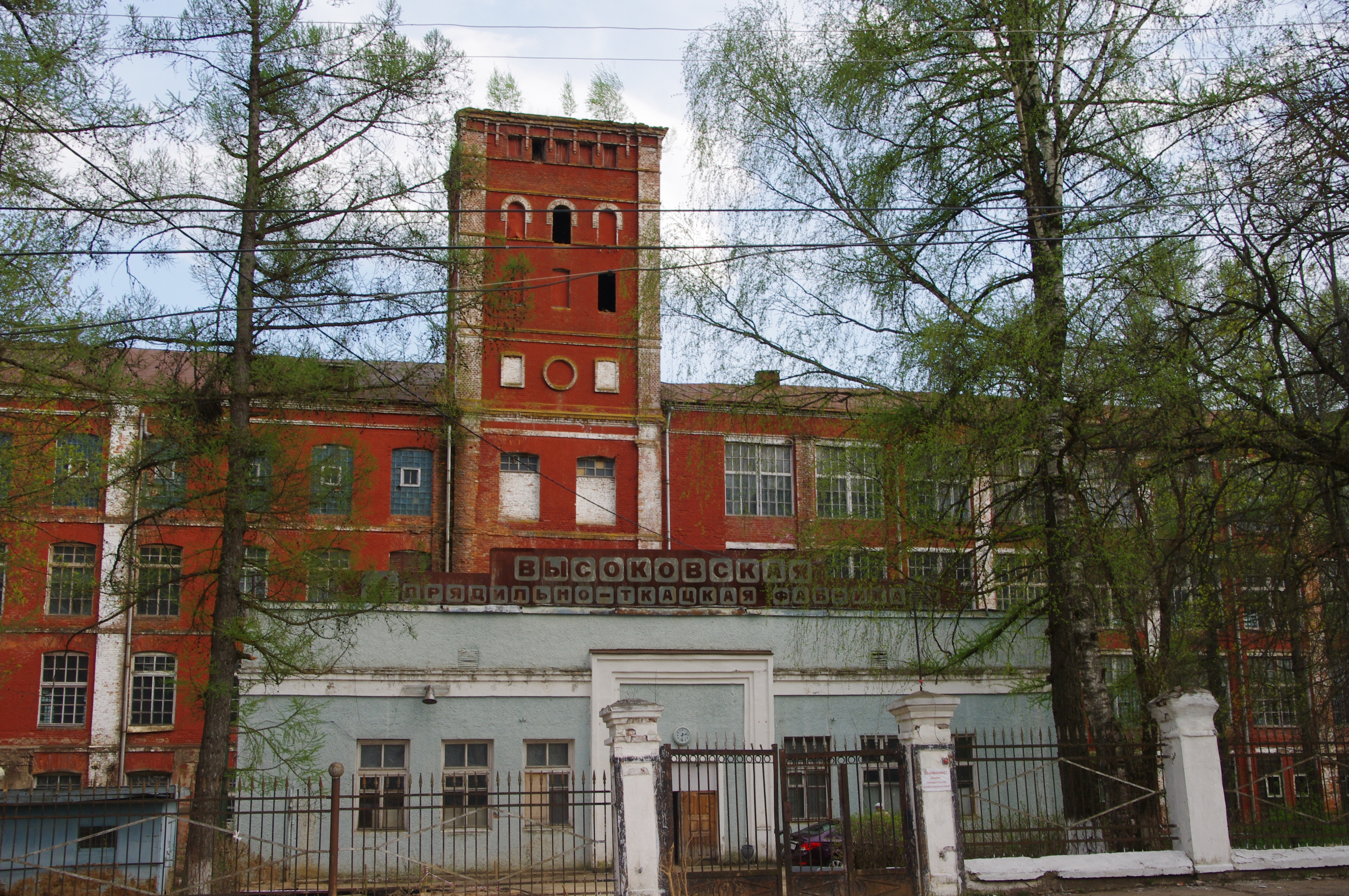
Высоковская фабрика в 2013 году

В 1864 году купцы Г. Л. Кашаев и И. В. Васильев в деревне Некрасино Петровской волости Клинского уезда основали небольшую ткацкую фабрику на 50 станков. Здание было деревянное и вскоре сгорело. В 1877 году хозяева построили новое каменное здание фабрики неподалеку от той же деревни, у подножия холма Высоково на левом берегу реки Вяз. На новой фабрике стали работать 318 ткацких станков, привезенных из Англии. Рядом находились залежи глины и купцы построили также небольшой завод по обжигу кирпича, который использовался при строительстве фабричных зданий. Работали на фабрике крестьяне из близлежащих деревень.
Ткацкое производство располагалось в двухэтажном корпусе и вырабатывало саржу, манчестер, миткаль. Через некоторое время производство оказалось не под силу владельцам фабрики, и Григорий Кашаев пригласил своего племянника — Ивана Никитича Кашаева, служившего в Перми в Волжско-Камском банке, стать третьим компаньоном в деле. Иван Кашаев сначала занял должность бухгалтера фабрики, а затем стал её управляющим. Иван Никитич проработал в Товариществе с 1879 по 1906 год, ему было присвоено звание почетного гражданина, он был также награждён нагрудной серебряной медалью «За усердие» на Станиславской и Аннинской лентах.
Стараниями Ивана Никитича Кашаева было образовано «Товарищество Высоковской мануфактуры» с капиталом 500 000 тысяч рублей (100 паёв по 5000 рублей, к началу XX века — 600 паёв). В 1879 году в состав учредителей Товарищества были приглашены иностранцы: подданный Британской империи Роман Романович Мак-Гилль (Роберт Мак-Гилл), Карл Иванович Гести, барон Фёдор Львович Кноп, коммерции советник Иван Карлович Прове. На фабрику стали принимать женщин и подростков, чей труд оплачивался значительно ниже. Для рабочих мануфактуры рядом с фабрикой был возведен двухэтажный жилой корпус по типу казармы. В 1880 году была построена ещё одна жилая четырёхэтажная казарма, в течение последующих тридцати лет построено ещё несколько таких же кирпичных зданий. Так вокруг фабрики вырос посёлок, который получил название Высоковск. В 1882 году основной капитал Товарищества увеличился до 1 800 000 рублей.
В 1882 году за высокое качество продукции Высоковская мануфактура была удостоена бронзовой медали на Всероссийской выставке в Москве и золотой медали на Всероссийской выставке в 1896 году в Нижнем Новгороде.
В 1901 году Товарищество приступило к разработке торфа на Саньковском болоте. В 1910 году от Высоковска к Санькову была проложена узкоколейная железная дорога. В 1914 году полноценная железнодорожная ветка связала Высоковск с городом Клин. В годы Первой мировой войны производство на фабрике сократилось, так как часть рабочих была отправлена на фронт. К Февральской революции положение на фабрике ухудшилось, большей частью из-за отсутствия сырья. В период революции в Высоковске прошли многолюдные собрания и митинги. Был создан Совет рабочих депутатов, в сентябре 1917 года был сформирован отряд Красной гвардии, выросло число рабочих, ставших членами РСДРП(б).
После Октябрьской революции, по предложению большевиков директором Высоковской фабрики был назначен Василий Александрович Ермолин. В годы Гражданской войны фабрика работала с большими перебоями, но оставаясь самой крупной в Клинском уезде. Существует она по настоящее время.
Интересно, что на фабрике в 1912—1916 годах работал будущий министр финансов Советского Союза Арсений Зверев, а в 1916—1918 — будущий Герой Советского Союза Николай Папивин.
В 2009 году предприятие обанкротилось и прекратило работу, в дальнейшем здания были заброшены.
В 2023 году началась реставрация. Начали реставрацию левого крыла фабрики. В апреле этого же года сгорает средняя часть фабрики. Прокуратура ведёт расследование.